# Jarosław Niezgoda
Jarosław Niezgoda (Poniatowa, 1995. március 15. –) lengyel korosztályos válogatott labdarúgó, az amerikai Portland Timbers csatárja.

## Pályafutása

### Klubcsapatokban
Niezgoda a lengyelországi Poniatowa városában született. Az ifjúsági pályafutását az Opolanin Opole Lubelskie csapatában kezdte, majd a Wisła Puławy akadémiájánál folytatta.
2012-ben mutatkozott be a Wisła Puławy felnőtt keretében. 2016-ban az első osztályú Legia Warszawa szerződtette. A 2016–17-es szezonban a Ruch Chorzów csapatát erősítette kölcsönben. 2020. január 30-án négyéves szerződést kötött az észak-amerikai első osztályban érdekelt Portland Timbers együttesével. Először a 2020. július 14-ei, LA Galaxy ellen 2–1-re megnyert mérkőzés 80. percében, Jeremy Ebobisse cseréjeként lépett pályára. Első gólját 2020. július 24-én, a Los Angeles ellen idegenben 2–2-es döntetlennel zárult találkozón szerezte meg.

### A válogatottban
2017-ben tagja volt a lengyel U21-es válogatottnak.

## Statisztikák
2023. június 22. szerint
| Klub                      | Szezon   | Osztály     | Bajnokság | Bajnokság | Kupa  | Kupa | Nemzetközi | Nemzetközi | Összesen | Összesen |
| Klub                      | Szezon   | Osztály     | Meccs     | Gól       | Meccs | Gól  | Meccs      | Gól        | Meccs    | Gól      |
| ------------------------- | -------- | ----------- | --------- | --------- | ----- | ---- | ---------- | ---------- | -------- | -------- |
| Legia Warszawa            | 2016–17  | Ekstraklasa | 1         | 0         | 0     | 0    | —          | —          | 1        | 0        |
| Legia Warszawa            | 2017–18  | Ekstraklasa | 27        | 13        | 6     | 2    | —          | —          | 33       | 15       |
| Legia Warszawa            | 2018–19  | Ekstraklasa | 5         | 0         | 0     | 0    | —          | —          | 5        | 0        |
| Legia Warszawa            | 2019–20  | Ekstraklasa | 18        | 14        | 1     | 0    | 2          | 0          | 21       | 14       |
| Legia Warszawa            | Összesen | Összesen    | 51        | 27        | 7     | 2    | 2          | 0          | 60       | 29       |
| Ruch Chorzów (kölcsönben) | 2016–17  | Ekstraklasa | 27        | 10        | 0     | 0    | —          | —          | 27       | 10       |
| Portland Timbers          | 2020     | MLS         | 21        | 8         | 0     | 0    | —          | —          | 21       | 8        |
| Portland Timbers          | 2021     | MLS         | 17        | 3         | 0     | 0    | —          | —          | 17       | 3        |
| Portland Timbers          | 2022     | MLS         | 30        | 9         | 1     | 0    | —          | —          | 31       | 9        |
| Portland Timbers          | 2023     | MLS         | 18        | 1         | 2     | 2    | —          | —          | 20       | 3        |
| Portland Timbers          | Összesen | Összesen    | 86        | 21        | 3     | 2    | 0          | 0          | 89       | 23       |
| Összesen                  | Összesen | Összesen    | 164       | 58        | 10    | 4    | 2          | 0          | 176      | 62       |

## Sikerei, díjai
Legia Warszawa
- Ekstraklasa
  - Bajnok (3): 2016–17, 2017–18, 2019–20
  - Ezüstérmes (1): 2018–19

- Lengyel Kupa
  - Győztes (1): 2017–18

- Lengyel Szuperkupa
  - Döntős (3): 2016, 2017, 2018